# Кривлянський замок
Кривлянський замок — колишній замок поблизу села Кривляни (Жабінківський район), що існували у XVII — на початку XVIII ст. Побудований у заболоченій місцевості. Належав князям Чартарійським .

## Архітектура
Він мав план, близький до прямокутника (площа близько 11 га), був укріплений земляним валом (ширина 7-8 м, висота близько 4 м), бастіонами, ровом (ширина 13-15, глибина до 4 м). Додатковий рів був оточений з північно-західного боку. Вхід до замку був із південного сходу. У південно-західній частині пагорба височіла дерев'яна вежа, біля якої був ставок, оточений високим земляним валом і з'єднаний з річкою. Комплекс також включав дерев'яний палац, житлові та господарські будівлі.